# Нова Броудкастинг Груп
„Нова Броудкастинг Груп“, съкратено НБГ, е медийна компания със седалище в София. От януари 2021 г. е собственост на „Юнайтед Груп“ – компания доставчик на телекомуникационни услуги и медии в Югоизточна Европа, със седалище в Нидерландия.
На 14 август 2012 г. Дидие Щосел е назначен за главен изпълнителен директор на Нова Броудкастинг Груп.  На 21 май 2014 г. Виктория Политова се присъединява към медийната група като главен оперативен директор. 
На 28 декември 2018 г. Вяра Анкова и Николай Андреев се присъединяват към Дидие Щосел като прокуристи на Нова Броудкастинг Груп, като по този начин стават част от оперативното ръководство на медийната група, а Виктория Политова е назначена за съветник на директорския борд.  След приключването на сделката за продажбата на медийната група между MTG и "Адванс Медиа Груп" на 10 април 2019 г., Вяра Анкова и Николай Андреев биват назначени за главни изпълнителни директори на Нова Броудкастинг Груп. 
На 5 февруари 2020 г. Адванс Медиа Груп назначава Ива Стоянова за управител на Нова Броудкастинг Груп, а Вяра Анкова става заместник-председател на Съвета на директорите на Адванс Медиа Груп. Позицията на Николай Андреев остава непроменена. 
На 19 януари 2021 г., ден след като Комисията за защита на конкуренцията одобрява сделката за продажбата на Нова Броудкастинг Груп от "Адванс Медиа Груп" на "Юнайтед Груп", Ива Стоянова напуска медийната компания, а Николай Андреев запазва позицията на главен изпълнителен директор. 
От края на 2021 г. за главен изпълнителен директор на Нова Броудкастинг Груп е назначен Дирк Геркенс (директор "Програми, продукция и рекламни продажби" в "Юнайтед Груп"), който поема поста от Николай Андреев..
От 13 май 2022 г. за главен изпълнителен директор на Нова Броудкастинг Груп е назначена Стефана Здравкова, поемаща поста от Дирк Геркенс. На 1 юни 2022 г. е съобщено, че Красимира Хаджийска поема функциите на главен оперативен директор. 
От 21 февруари 2024 г. Дирк Геркенс отново става главен изпълнителен директор на Нова Броудкастинг Груп. 
От 24 март 2025 г. за главен изпълнителен директор на Нова Броудкастинг Груп е назначена Красимира Хаджийска, а Вяра Анкова поема функциите на главен оперативен директор. 
Дейността ѝ включва управление на телевизионни канали, уебсайтове и мултимедийни платформи.

## История
Нова телевизия, основният телевизионен канал на Нова Броудкастинг Груп, започва излъчването си на 16 юли 1994 г. като регионална телевизия в София. През 2003 г. тя получава лиценз за национално ефирно разпространение на програмата си и по този начин става втората частна национална телевизионна медия в България. През 2007 година международната медийна група Modern Times Group (MTG) купува телевизионните канали на Diema Vision – DIEMA, DIEMA 2, DIEMA FAMILY и музикалния канал ММ. Година по-късно, през 2008 г., MTG придобива и 100% от NOVA. От началото на 2011 г. NOVA, каналите на DIEMA – DIEMA, DIEMA 2 и DIEMA FAMILY, NOVA SPORT, четирите платени канали – TV 1000 Balkan, Viasat History, Viasat Explorer и Viasat Nature, както и списание EVA се обединяват под името Нова Броудкастинг Груп, част от MTG.
През 2019 година „Адванс Медиа Груп“ ЕАД купува „Нова Броудкастинг Груп“ АД – NOVA, KINO NOVA, NOVA SPORT, DIEMA, DIEMA FAMILY, DIEMA SPORT и DIEMA SPORT 2.
На 22 януари 2021 г. завършва придобиването на медията от „Юнайтед Груп“.

## Дейност

### Телевизия
В портфолиото на компанията влизат телевизионните канали NOVA, KINO NOVA, DIEMA, DIEMA FAMILY, NOVA SPORT, платените спортни канали от пакета DIEMA EXTRA – DIEMA SPORT, DIEMA SPORT 2 и DIEMA SPORT 3. Компанията развива телевизионна дейност, в това число изработване и разпространение на телевизионни програми, както и придобиване на права върху тях, продуциране на телевизионни продукции, импресарска дейност, както и представителство на чуждестранни телевизионни и продуцентски компании и притежаваните от тях продукти и програми на територията на България. Наред с продажбите на собствените си канали, медийната група управлява рекламните продажби за България и на други медийни групи - STAR CHANNEL, STAR CRIME, STAR LIFE, 24 KITCHEN, NATIONAL GEOGRAPHIC, NATIONAL GEOGRAFIC WILD, AXN, DISNEY CHANNEL, SUPER TOONS, CITY TV, MAX SPORT 1, MAX SPORT 2, MAX SPORT 3 и MAX SPORT 4.
На 11 февруари 2015 г. Нова Броудкастинг Груп пуска 2 нови платени спортни HD канала – DIEMA SPORT и TRACE SPORT STARS. Те са достъпни в платения пакет DIEMA EXTRA. На 25 юли 2015 Нова Броудкастинг Груп добавя към същия пакет нов спортен канал в HD качество – DIEMA SPORT 2.
През септември 2020 г. телевизиите Канал 3, THE VOICE и MAGIC TV стават част от Нова Броудкастинг Груп. В началото на 2021 г. Канал 3 променя името си на NOVA NEWS.
През 2021 г. в платения пакет DIEMA XTRA е добавен каналът DIEMA SPORT 3.

### Интернет
От 2013 година Нова Броудкастинг Груп придобива Нетинфо, която се занимава с развиване и поддържане на информационни и портални уебсайтове. Нетинфо е една от най-големите дигитални медийни и технологични компании в България, която достига до 79% от Интернет потребителите в страната. В портфолиото на Нетинфо са известни български уебсайтове, сред които: АБВ Поща, Vbox7.com, Vesti.bg, DarikNews.bg, Sinoptik.bg, Edna.bg, Gong.bg и много други.
В началото на 2016 г. Нова Броудкастинг Груп придобива 51% от сайта за групово пазаруване Grabo.bg, както и 51% от онлайн магазина Trendo.bg. Със същата сделка Нетинфо закупува и мажоритарния дял в онлайн каталога за туристически локации в България Opoznai.bg. От юни 2016 г. компанията притежава и 20% от уебсайта Broshura.bg – сайт за сравнение на онлайн брошури, който оперира и на международния пазар. През януари 2017 г. компанията закупува 20% от eBag.bg – технологична компания за онлайн пазаруване на хранителни стоки и продукти за дома и офиса.

### Периодика
Нова Броудкастинг Груп присъства също и на печатния пазар чрез издателската група AtticaEVA, която създава и разпространява лайфстайл и бизнес списанията Forbes, Esquire, EVA, Grazia, OK, JOY и Playboy.
През 2021 г. Нетинфо придобива 100% от дяловете на „Вестник Телеграф“ ЕООД, което издава вестниците „Телеграф“, „Монитор“, „Мач Телеграф“, и е собственик на 50% от великотърновския вестник „Борба“.

### Радио
NOVA стартира излъчването на собствено новинарско радио – Nova News, на 22 септември 2015 г., на мястото на Радио Аура. Радиостанцията се излъчва в 10 града – Велико Търново, Велинград, Горна Оряховица, Дупница, Кърджали, Кюстендил, Момчилград, Несебър, София и Троян.
През септември 2020 г. Нова Броудкастинг Груп придобива собствеността над радиостанциите The Voice, Витоша, Веселина и Magic FM.

### Кино
През 2016 г. Нова Броудкастинг Груп закупува киноразпространителната компания „BS Films“ под името „Лента“. По този начин медийната група навлиза на пазара за кинодистрибуция в България.
Освен в киноразпространението НБГ подкрепя българските филми и сериали в онлайн пространството и на телевизионния екран.

## Други
В периода от 2010 до 2014 MTG United for Peace е най-голямата социална инициатива на Нова Броудкастинг Груп, която дава възможност на деца, лишени от родителски грижи, да развиват спортния си талант. На тази кауза – развиване спортния талант на деца в неравностойно положение, е посветена и стипендиантската програма „Стани шампион“.
През 2014 г. NOVA представя „Промяната“ – инициатива на Нова Броудкастинг Груп, която се осъществява в партньорство с фондация Reach for Change Bulgaria. Тя има за цел да подобри живота на децата, като помогне на социални предприемачи да осъществят идеите си.
През 2015 г. започва инициативата на Новините на NOVA, свързана с подкрепата на образованието в България: „Мисия Образование“.

## Полемика и скандали
На 27 май 2019 г. главният редактор на сайта Gong.bg Николай Александров, напуска недоволен от политиката, която прокарва новият собственик на групата Нетинфо Кирил Домусчиев. Съпричастни с него напускат и други известни журналисти като Томислав Русев и Валентин Грънчаров.